# Joe Rock

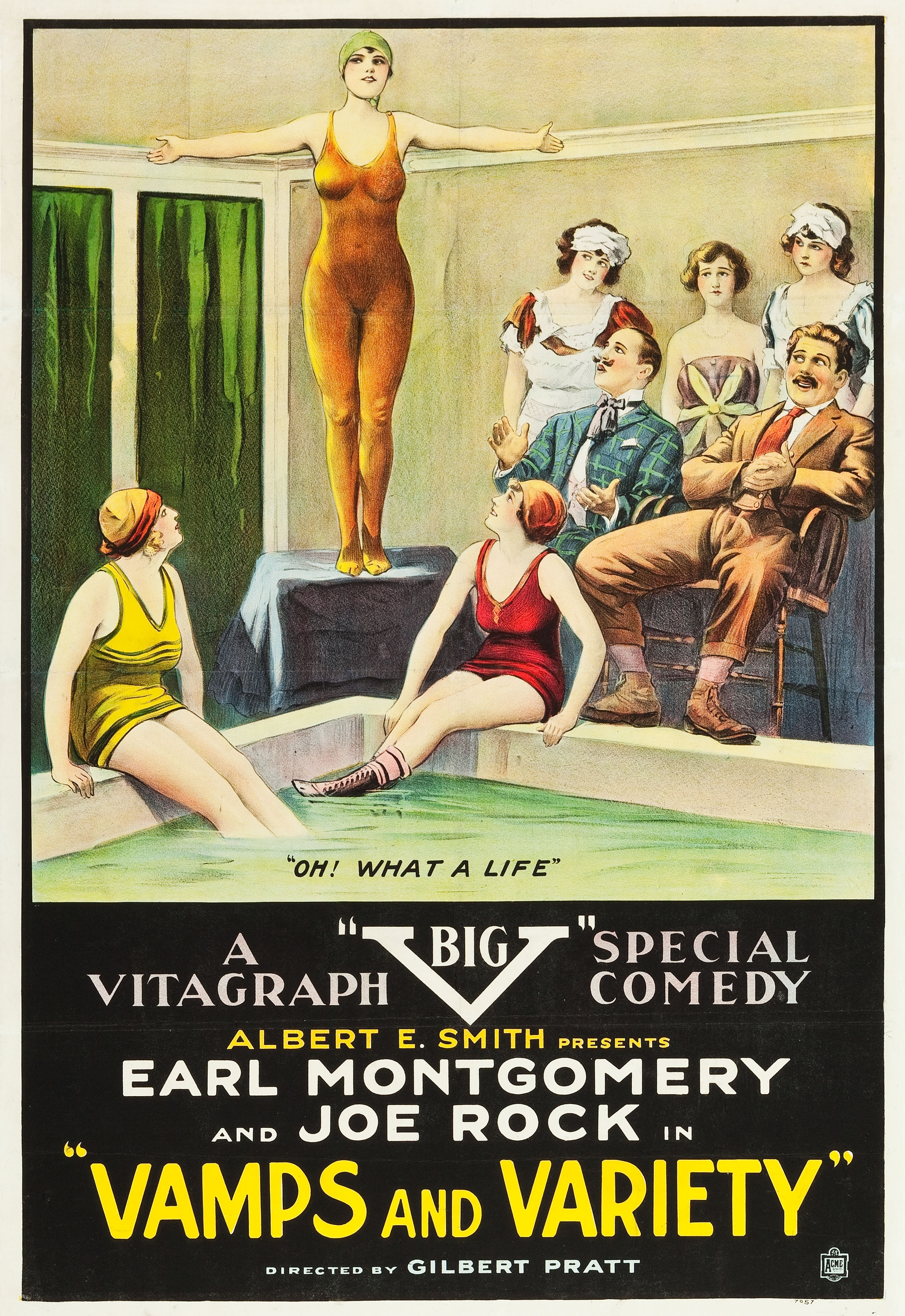
Póster de Vamps and Variety (1919)

Joe Rock (25 de diciembre de 1893 – 5 de diciembre de 1984) fue un productor, director, actor y guionista cinematográfico de nacionalidad estadounidense, más conocido hoy en día por ser productor de una serie de comedias protagonizadas por Stan Laurel en los años 1920.

## Biografía

### Inicios
Nacido en la ciudad de Nueva York, sirvió en la infantería durante la Primera Guerra Mundial. Empezó su carrera en el cine como comediante en filmes mudos— tenía una amplia sonrisa y orejas salientes, lo que le daba un aire cómico – utilizando su nombre real, "Joe Simburg", pero pronto encontró el éxito como productor.
En sus comienzos había sido doble de acción de Mary Pickford, y tuvo una corta trayectoria con los Vitagraph Studios formando equipo cómico con el actor Earl Montgomery en numerosos cortos como Hash and Havoc (1916), Stowaways and Strategy (1917), Farms and Fumbles (1918), Harems and Hookum (1919), Zip and Zest (1919), Vamps and Variety (1919), Rubes and Robbers (1919), Cave and Coquettes (1919), Throbs and Thrills (1920), Loafers and Lovers (1920), Sauce and Senoritas (1920) y muchos más.

### Stan Laurel
En 1924, Stan Laurel había dejado el teatro para dedicarse a tiempo completo al cine, manteniendo una relación artística con la actriz Mae Dahlberg. En esa época, Mae empezó a interferir en el trabajo de Laurel, el cual insitía (sin duda presionado por ella) para que la actriz apareciera en todos sus filmes. Cuando Joe Rock contrató a Laurel para rodar doce comedias, se estipuló que Dahlberg no actuara en ninguna de las producciones. Ella se resistió, pero Rock se mantuvo firme, ofreciéndole una salida inusual y humillante. Le daría varios miles de dólares, junto con unas joyas que ella había empeñado, para que volviera a Australia. Como Stan Laurel no puso reparos, ella aceptó la oferta, que estaba acorazada, pues no recibiría el dinero hasta que el barco no llevara un día de singladura. Sin distracciones, Laurel finalizó los doce filmes antes de lo previsto. 
Las doce comedias eran las siguientes: Mandarin Mix-Up (1924), Detained (1924), Monsieur Don't Care (1924), West of Hot Dog (1924), Somewhere in Wrong (1925), Twins (1925), Pie-Eyed (1925),  The Snow Hawk (1925), Navy Blue Days (1925), The Sleuth (1925), Dr. Pyckle and Mr. Pryde (1925), y Half a Man (1925).

### Ton of Fun
Producida por los Joe Rock Studios llegó la serie de cortos cómicos "A Ton of Fun", promocionádose como 'protagonizada por los tres hombres más gordos de la pantalla'. La serie se lanzó en 1925 y se mantuvo dos años. También conocida como The Three Fatties, fueron interpretadas, por orden de gordura, por Hilliard "Fat" Karr, Kewpie Ross y Frank "Fatty" Alexander. Las películas fueron Tailoring (1925), All Tied Up (1925), Three Wise Goofs (1925), Heavy Love (1926), The Heavy Parade (1926), Three of a Kind (1926), Old Tin Shoes (1927), Three Missing Links (1927), y Campus Romeos (1927). Producidos por Joe Rock, los cortos se rodaron en el estudio de bajo presupuesto Standard Photoplay Co., y estrenados por la compañía de Joseph P. Kennedy  Film Booking Offices of America (F.B.O.).
Irónicamente, Joe Rock pensaba que The Three Fatties no eran suficientemente gordos. Frank Alexander y Kewpie Ross llevaban en la realidad acolchados en su cintura. Pensando que tres hombres gordos eran más divertidos que uno solo, Rock creó un número sorprendente de situaciones estrafalarias para el  trío durante el desarrollo de la serie.

### Elstree Studios
La Neptune Film Company abrió los primeros estudios en Borehamwood en 1914. La producción cesó en 1917 y el estudio fue vendido a Ideal Film Company, que utilizó las instalaciones hasta 1924. En 1928 el estudio se vendió a Ludwig Blattner. El Blattner Studio fue arrendado a Joe Rock Productions en 1934, y dos años más tarde adquirió el lugar. Joe Rock nombró al hijo de Ludwig Blattner, Gerry Blattner, como gerente del estudio. Rock Productions construyó cuatro nuevos grandes escenarios y empezó a producir películas, incluyendo entre las mismas la de 1937 The Edge of the World, dirigida por Michael Powell, cineasta que también dirigiría The Man Behind the Mask, otro film producido por Rock.

### Krakatoa
De niño, Rock era un ávido lector. Quedó muy impresionado por un libro que describía la erupción del Volcán Krakatoa en 1883. Ocurrida en Indonesia, fue una de las mayores erupciones de la historia, y la explosión pudo oírse a miles de kilómetros de distancia. En 1933, con motivo del quincuagésimo aniversario de la erupción, Joe Rock produjo el documental Krakatoa, dedicado a la erupción, pero también a la historia de la isla anterior y posterior al desastre. 
Rock tiene la poco envidiable distinción de ser el cineasta que más tiempo ha esperado en recibir un Premio Oscar tras haberlo ganado. Su documental Krakatoa obtuvo el Óscar al mejor cortometraje en 1933. Sin embargo, Rock estaba en Europa cuando se anunció el premio, y no tenía representante que lo reclamara. El nombre de Rock no aparecía en los créditos del film. Mientras tanto, su productora había quebrado, y cuando él volvió a Estados Unidos no pudo documentar que era el jefe de la productora que aparecía en los títulos de crédito. Casi cincuenta años después, Rock encontró los documentos que demostraban su reclamación ... y la Academia, tardíamente, le dio la estatuilla.

### Últimos años
En 1955, Rock coprodujo un documental de cine de explotación sobre la Rebelión del Mau Mau titulado Mau Mau.

### Vida personal
Joe Rock estuvo casado con la actriz Louise Granville. Tuvieron dos hijos, la actriz Felippa Rock (nacida en 1923) y el guionista Phillip Rock (nacido en 1926). El actor Christopher Pate es nieto de Joe Rock.
Joe Rock falleció en 1984 en Sherman Oaks, California.

## Filmografía

### Productor
- What! No Spinach?, de Harry Sweet (1920)
- The Five Ages: From Stone Age to Modern
- Pot Roast
- The Fast Male
- The Whirlwind, de Joe Rock (1922)
- Help Yourself, de Joe Rock (1922)
- Solid Ivory
- All Wet, de Joe Rock (1922)
- His Wedding Daze
- Ali Baba, de Joe Rock (1922)
- Aladdin, de Norman Taurog (1922)
- Little Red Robin Hood
- The Pill
- The Cold Homestead
- Ship Wrecked, de Joe Rock (1923)
- Too Much Dutch (1923)
- In Bad in Bagdad (1923)
- Funny Paper
- Oliver Twisted
- Chop Suey Louie
- The Buttinsky
- The Lunatic
- The Mechanic, de Joe Rock (1924)
- A Ghostly Night
- A Perfect Pest
- The Box Car Limited
- The Trouble Maker
- Pretty Soft
- Mandarin Mix-Up
- Cave Inn Sheik
- Detained, de Joe Rock y Scott Pembroke (1924)
- Polly Voo
- Monsieur Don't Care, de Joe Rock y Scott Pembroke (1924)
- Heebie Jeebie
- West of Hot Dog, de Joe Rock y Scott Pembroke (1924)
- Hypnotized, de Harry Sweet (1925)
- What! No Spinach?, de Harry Sweet (1926)
- Krakatoa

### Actor
- Worries and Wobbles, de Larry Semon (1917)
- Chumps and Chances, de Larry Semon (1917)
- Hugs and Hubbub, de C. Graham Baker (1917)
- Sports and Splashes, de Larry Semon (1917)
- Ship Wrecked, de Joe Rock (1923)
- Too Much Dutch (1923)
- In Bad in Bagdad (1923)

### Director
- Fares and Fair Ones
- Pot Roast
- The Fast Male
- The Whirlwind (1922)
- Help Yourself (1922)
- Solid Ivory
- All Wet (1922)
- His Wedding Daze
- Ali Baba (1922)
- Little Red Robin Hood
- The Pill
- The Cold Homestead
- Ship Wrecked (1923)
- The Lunatic
- The Mechanic (1924)
- A Ghostly Night
- A Perfect Pest
- The Box Car Limited
- The Trouble Maker
- Pretty Soft
- Cave Inn Sheik
- Detained, codirigida con Scott Pembroke (1924)
- Monsieur Don't Care, codirigida con Scott Pembroke (1924)
- Cotton Queen

## Premios y distinciones
Premios Óscar
| Año  | Categoría                       | Película | Resultado |
| ---- | ------------------------------- | -------- | --------- |
| 1934 | Mejor cortometraje - Innovación | Krakatoa | Ganador   |